# Divã (filme)
Divã, o Filme é um filme brasileiro dirigido por José Alvarenga Jr. e inspirado na obra literária de mesmo nome da autora Martha Medeiros lançado em 17 de abril de 2009. O filme conseguiu um público de 1,5 milhão de espectadores. A continuação do mesmo, foi autorizada pela Ancine. A continuação foi lançada em 2015 sob o título de Divã a 2.
O seriado também ganhou uma continuação em forma de seriado, exibido pela TV Globo entre 5 de abril e 24 de maio de 2011, em 8 episódios. Lília Cabral, Paulo Gustavo e Johnny Massaro retornaram em seus respectivos papeis. 

## Sinopse
Divã conta a história de Mercedes. 
Mercedes é uma mulher que não tem do que reclamar: é bonita, bem vivida, casada, mãe de dois filhos, sempre próxima a sua melhor amiga Mônica e é muito feliz. Aparentemente a vida dela é perfeita, o que desperta a curiosidade dela mesma em descobrir o porquê de sua vida ser tão completa. É quando Mercedes resolve fazer análise com um psicanalista, Dr. Lopes, para descobrir o motivo de não ver nem a sombra dos problemas.
O que Mercedes não imaginava era que sua vida iria mudar a partir do dia em que ela entrasse naquele consultório. Ao longo de seu tratamento psicológico, Mercedes descobre muitas insatisfações próprias, assim como a necessidade de se conhecer cada vez mais fundo, a vontade de aproveitar cada momento, de realizar sonhos e desejos que não sabia que existia. 

## Elenco
- Lília Cabral como Mercedes Cunha Ribeiro
- José Mayer como Gustavo Ribeiro
- Alexandra Richter como Mônica Vilela Alencar
- Paulo Gustavo como René Gama
- Cauã Reymond como Murilo
- Reynaldo Gianecchini como Theolonio Moreira
- Julianne Trevisol como Ju
- Eduardo Lago como Carlos Ernesto
- Vera Mancini como Hillary
- Johnny Massaro como Henrique
- César Cardadeiro como Diogo
- Raimundo Grosso como o Padre
- Tadeu Aguiar como o Ator
- Cláudia Netto como a Atriz
- Helena Fernandes como Shirlene
- Rafael Zulu como Diogo da Ju
- Bruno Miguel como Peguete de Ju
- Alberto Szafran
- Elias Gleizer como Agenor Cunha
- Isadora Duarte como Mercedes Cunha Ribeiro Jovem

## Bilheteria
No primeiro final de semana 151 643 pessoas assistiram o filme nos cinemas. A partir da quarta semana o número de ingressos vendidos de Divã passou a cair consecutivamente. Na quarta semana atingiu um milhão de espectadores. A bilheteria foi finalizada com um público de 1 789 872 espectadores após 10 semanas em cartaz.

## Prêmios
Prêmio Contigo! - Prêmio do Público
- Melhor Atriz - Lília Cabral
- Melhor Ator Coadjuvante - Cauã Reymond

Prêmio do Júri
- Melhor Atriz - Lília Cabral
- Melhor Figurino - Ellen Millet
- Melhor Diretor - José Alvarenga Jr.
- Melhor Filme
- Melhor Roteiro - Marcelo Saback
- Melhor Ator Coadjuvante - Cauã Reymond

Brazilian Film Festival of Miami
- Melhor Filme - José Alvarenga Jr.
- Melhor Atriz - Lília Cabral
- Melhor Direção de Arte - Cláudio Domingos
- Melhor Diretor - José Alvarenga Jr.
- Melhor Edição - Diana Vasconcellos
- Melhor Roteiro - Marcelo Saback

Grande Prêmio Cinema Brasil
- Melhor Atriz - Lília Cabral
- Melhor Edição - Diana Vasconcellos
- Melhor Trilha Sonora - Guto Graça Mello
- Melhor Filme
- Melhor Roteiro - Marcelo Saback